# مرسدس-بنز اسپرینتر
مرسدس بنز اسپرینتر (Mercedes-Benz Sprinter) خودرویی است که از سال ۱۹۹۵ تاکنون در دوسلدورف، بوئنوس آیرس و مکزیکو سیتی و شرکت ایران خودرو دیزل تولید شده‌است. طراحی آن موتور جلو، توزیع نیروی پیشران بوده‌است.
نسل اول و دوم این خودرو در ایران به عنوان آمبولانس به کار گرفته می‌شود .